# Người mua
Người mua là bất kỳ người có tư cách pháp nhân nào có hợp đồng để thu được một tài sản theo một số hình thức ngang giá.
Khi ai đó có được đặc trưng bởi vai trò của họ như là người mua tài sản nhất định, thuật ngữ "người mua" được ý nghĩa mới:
"Người mua" hay thương nhân là một người hoàn tất việc mua hàng hóa, thường để bán lại, cho một công ty, chính quyền, hoặc tổ chức. (Một người mua vật liệu được sử dụng để làm hàng hoá đôi khi được gọi là một người mua vật liệu)
Trong quản lý sản phẩm, người mua là những thực thể có quyết định để có được các sản phẩm.
Một trách nhiệm chính của người mua là lấy hàng hoá chất lượng cao nhất với chi phí thấp nhất. Điều này thường đòi hỏi phải nghiên cứu, viết yêu cầu giá thầu, đề xuất hoặc báo giá, và các thông tin đánh giá nhận được.